# Степени свободы (механика)

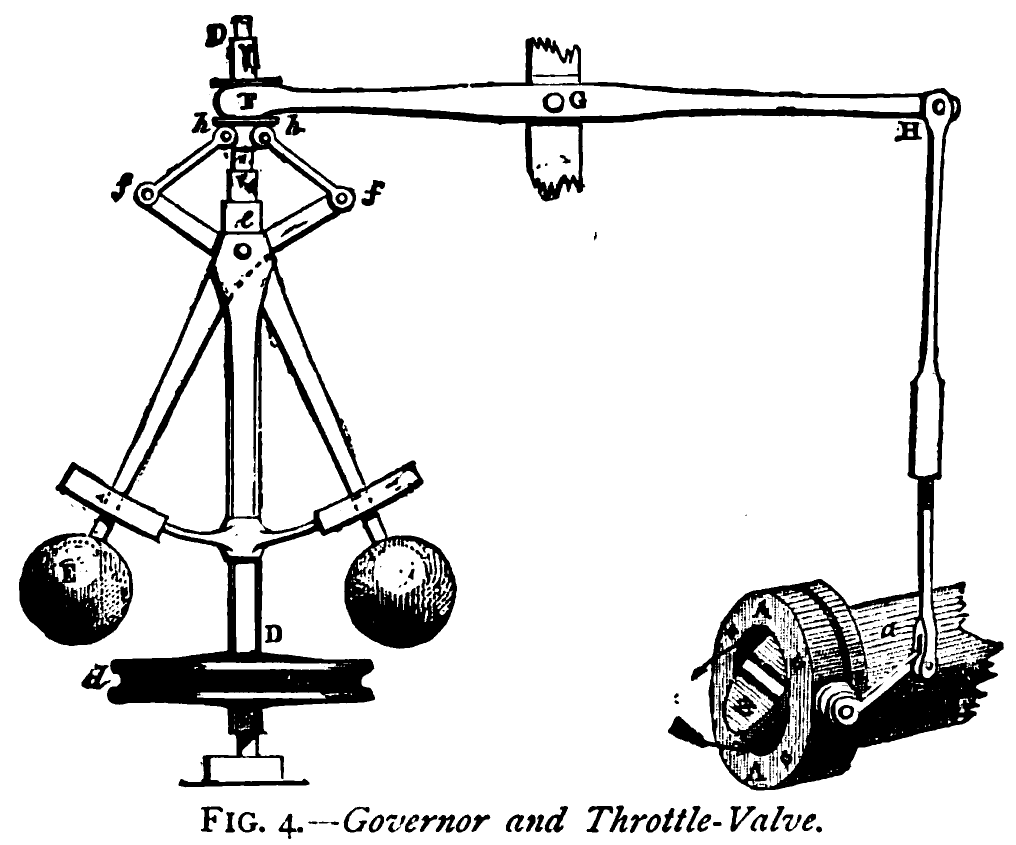
Грузики в этом центробежном регуляторе имеют две степени свободы, так как их положение в пространстве задаётся двумя координатами: 1) углом поворота вала; 2) углом отклонения рычагов от вертикали (то есть от оси вала)

Сте́пени свобо́ды в механике — совокупность независимых координат перемещения и/или вращения, полностью определяющая положение системы или тела (а вместе с их производными по времени — соответствующими скоростями — полностью определяющая состояние механической системы или тела, то есть их положение и движение).
Это фундаментальное понятие применяется в теоретической механике, теории механизмов и машин, машиностроении, авиации и теории летательных аппаратов, робототехнике.
В отличие от обычных декартовых или какого-то другого типа координат, такие координаты в общем случае называются обобщёнными координатами (декартовы, полярные или какие-то другие конкретные координаты являются, таким образом, частным случаем обобщённых). По сути речь идет о минимальном наборе чисел, который полностью определяет текущее положение (конфигурацию) данной системы.
Требование минимальности этого набора или независимости координат означает, что подразумевается набор координат, необходимый для описания положения системы лишь при возможных движениях (например, если рассматривается математический маятник, подразумевается, что его длина не может меняться, и таким образом координата, которая характеризует расстояние от груза до точки подвеса, не является его степенью свободы, так как не может меняться — то есть количество степеней свободы математического маятника в пространстве 2, а такого же маятника, который может двигаться только в одной плоскости, 1. Им соответствуют углы отклонения маятника от вертикали).
В случае, когда рассматривается система со связями (точнее говоря, с удерживающими связями), количество степеней свободы механической системы меньше, чем количество декартовых координат всех материальных точек системы, а именно:
{\displaystyle n=3N-n_{link},}
где {\displaystyle n} — количество степеней свободы,
{\displaystyle N} — количество материальных точек системы,
{\displaystyle n_{\text{link}}} — количество удерживающих связей, за исключением избыточных.
Количество степеней свободы зависит не только от природы реальной системы, но и от модели (приближения), в рамках которых система изучается. Даже в приближении классической механики (в которых в целом и написана данная статья), если отказаться от использования дальнейших приближений, упрощающих задачу, количество степеней свободы любой макроскопической системы окажется огромным. Поскольку связи не бывают абсолютно жесткими (то есть на самом деле их можно рассматривать как связи лишь в рамках определённого приближения), то настоящее количество степеней свободы механической системы можно оценить как минимум как утроенное количество атомов (а в приближении сплошной среды — как бесконечное). Однако на практике используют приближения, позволяющие радикально упростить задачу и уменьшить количество степеней свободы при рассмотрении системы, поэтому в практических расчетах количество степеней свободы — конечное, обычно достаточно небольшое, число.
Так, приближение абсолютно твердого тела, являющееся примером жесткой связи, наложенной на каждую пару материальных точек тела, сводит количество степеней свободы твердого тела до 6. Рассматривая системы, состоящие из небольшого количества твердых тел, рассматриваемых в этом приближении, имеют, таким образом, небольшое количество степеней свободы, к тому же ещё, вероятно, уменьшаемое наложением дополнительных связей (соответствующих шарнирам и т. п.).
Число степеней свободы у механизмов может быть как неизменным, так переменным.

## Примеры

Этот механизм Чебышёва имеет только одну степень свободы, так как его положение полностью определяется углом поворота одного (любого) из трёх подвижных звеньев — L2, L3 или L4.

- Твёрдое тело, движущееся в трёхмерном пространстве, максимально может иметь шесть степеней свободы: три поступательных и три вращательных.
- Автомобиль, если его рассматривать как твёрдое тело, перемещается по плоскости, а точнее говоря, по некоторой двумерной поверхности (в двумерном пространстве). Он имеет три степени свободы (одну вращательную и две поступательных так как положение тела задаётся двумя координатами и углом).
- Поезд вынужден перемещаться по рельсовому пути, и поэтому он имеет только одну степень свободы.

## Степени свободы в пространстве большей размерности
В общем случае твёрдое тело в пространстве {\displaystyle d} измерений имеет {\displaystyle d+{\frac {d(d-1)}{2}}} степеней свободы ({\displaystyle d} поступательных и {\displaystyle {\frac {d(d-1)}{2}}} вращательных).

## Твердые тела. Деформируемые тела

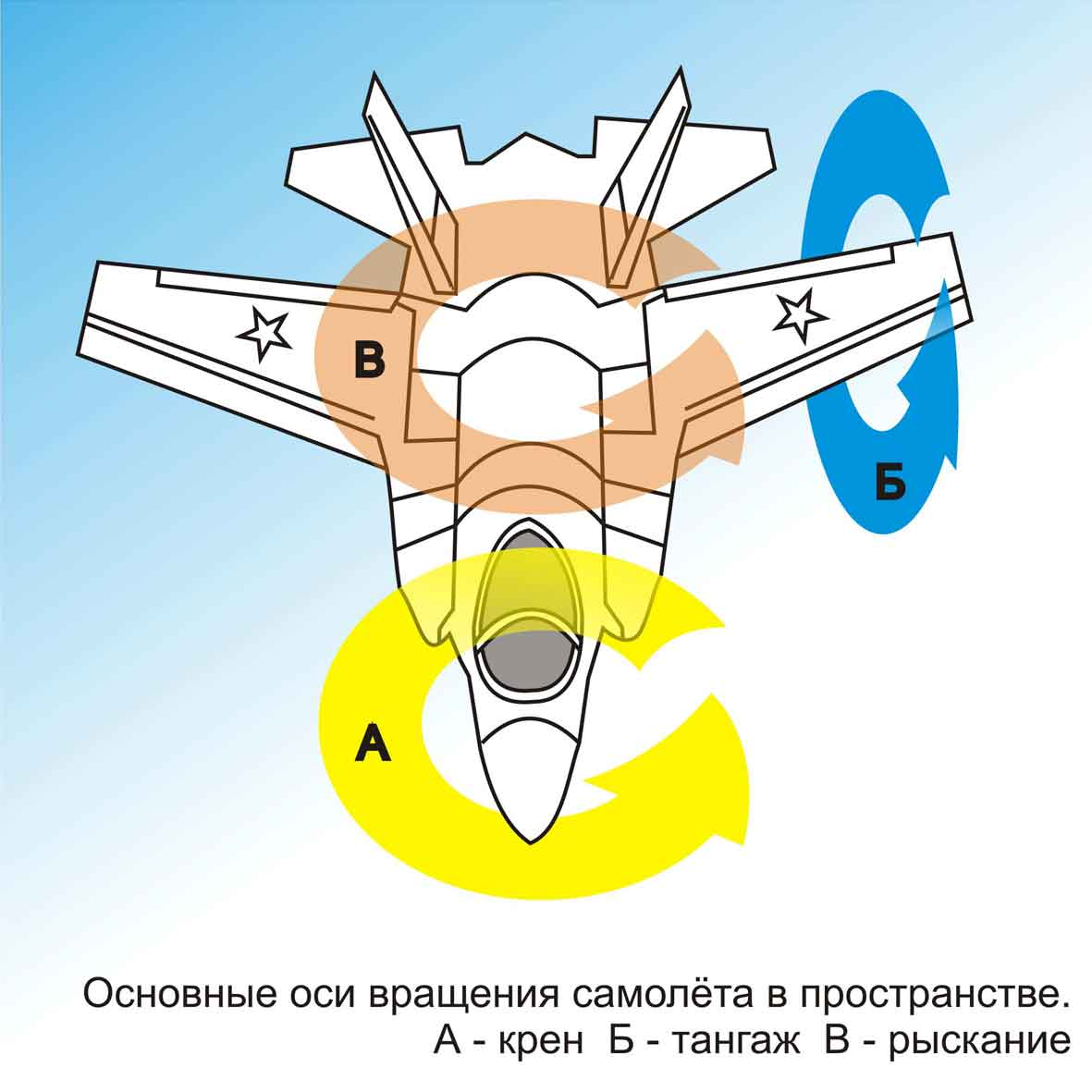
Кинематика самолёта: помимо трёх поступательных, самолёт имеет и три вращательные степени свободы (показаны на рисунке)

Упругие или деформируемые тела можно рассматривать как систему множества мельчайших частиц (бесконечное число степеней свободы) в этом случае систему часто приближённо рассматривают как имеющую ограниченное число степеней свободы.
Если основным объектом анализа является движение, вызывающее большие перемещения, то для упрощения расчётов деформируемое тело приближённо рассматривают как абсолютно твёрдое, а иногда и как материальную точку. Например, если исследуется движение детали механизма, совершающей значительные перемещения, можно в главном приближении (и с хорошей точностью) рассматривать деталь как абсолютно твердое тело (при необходимости внеся затем, когда основное движение уже вычислено, поправки, связанные с её небольшими деформациями), особенно это верно, если исследуется, например, движение спутников по орбите, а если не рассматривать ориентацию спутника, то достаточно считать его материальной точкой — то есть ограничиться описанием спутника тремя степенями свободы.

## Системы тел

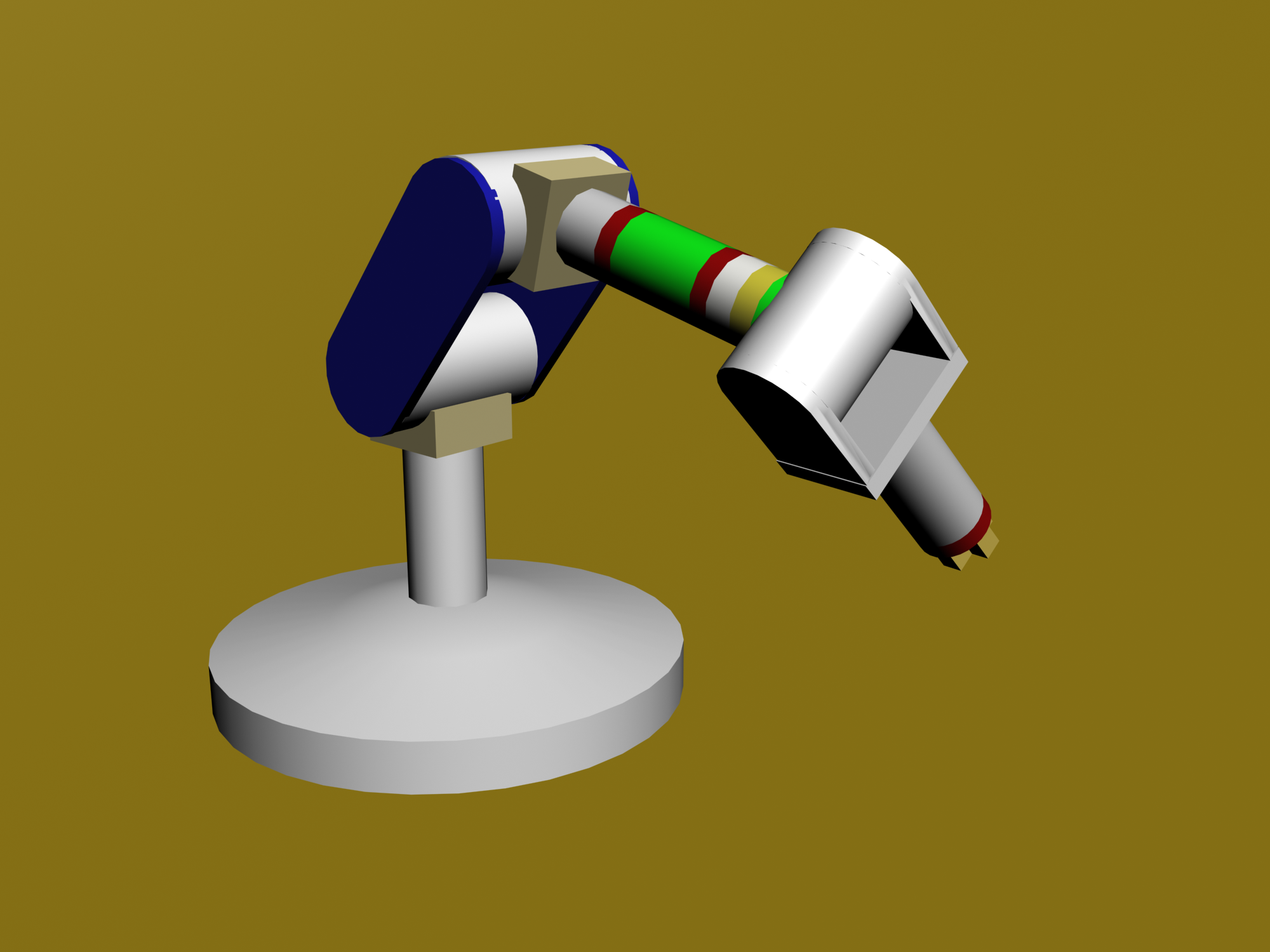
Манипулятор с 6 степенями свободы в кинематической цепи

Система из нескольких тел может иметь в целом такое количество степеней свободы, которое является суммой степеней свободы составляющих систему тел, за вычетом тех степеней свободы, которые ограничиваются внутренними связями. Механизм, содержащий несколько соединённых тел, может иметь количество степеней свободы большее, чем имеет одно свободное твёрдое тело. В этом случае термин «степени свободы» используется для обозначения количества параметров, необходимых для точного определения положения механизма в пространстве.
У большинства механизмов фиксированное число степеней свободы, но возможны случаи переменного их числа. Первый механизм с переменным числом степеней свободы придумал немецкий механик В. Вундерлих в 1954 году (см. Wunderlich, 1954) — плоский механизм из 12 звеньев и 2 закреплённых шарниров. Более простой механизм с 9 звеньями придумал с описал (см. Ковалёв, 1994) российский математик Михаил Ковалёв.
Специфическим типом механизма является открытая кинематическая цепь, в которой жёсткие звенья имеют подвижные соединения, способные обеспечить одну степень свободы (если это петлевой шарнир или скользящее соединение), или две степени свободы (если это цилиндрическое соединение). Подобные цепи широко используются в современных промышленных механизмах и на производстве.
Механическая система, имеющая 6 физических степеней свободы, называется голономной. Если система имеет меньшее количество степеней свободы, то её называют неголономной. Механическая система с количеством контролируемых степеней свободы бо́льшим, чем количество физических степеней свободы, называется избыточной.

## Определение степеней свободы механизмов

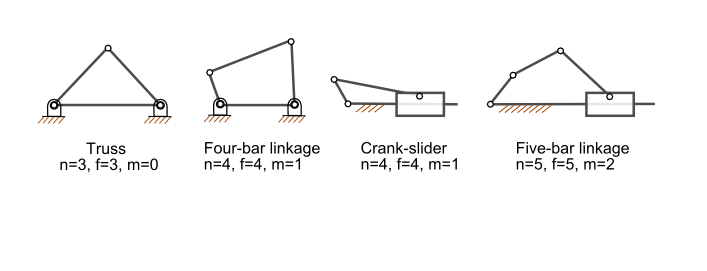
Определение количества степеней свободы плоских механизмов: m — количество степеней свободы; n — количество звеньев механизма (включая одно неподвижное звено); f — количество подвижных соединений звеньев

Большинство обычных механизмов имеют одну степень свободы, то есть имеется одно входное движение, определяющее одно выходное движение. Кроме того, большинство механизмов являются плоскими. Пространственные механизмы более сложны для расчётов.
Для расчётов степеней свободы механизмов применяется формула Чебышёва — Граблера — Кутцбаха.
В наиболее простом виде для плоских механизмов эта формула имеет вид:
{\displaystyle m=3(n-1)-2f,}
где {\displaystyle m} — количество степеней свободы;
{\displaystyle n} — количество звеньев механизма (включая одно неподвижное звено — основание);
{\displaystyle f} — количество кинематических пар с одной степенью свободы (петлевое или скользящее соединение).
В более общем виде формула Чебышёва — Граблера — Кутцбаха для плоских механизмов, содержащих более сложные соединения звеньев:
{\displaystyle m=3(n-j-1)+\sum _{i=1}^{j}\ f_{i},}

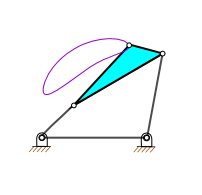
Простые механизмы способны создавать сложное движение

Или для пространственного механизма (механизма, имеющего трёхмерное движение):
{\displaystyle m=6(n-j-1)+\sum _{i=1}^{j}\ f_{i},}
где {\displaystyle m} — количество степеней свободы;
{\displaystyle n} — количество звеньев механизма (включая одно неподвижное звено — основание);
{\displaystyle j} — общее количество подвижных соединений звеньев, не рассматривая количество степеней свободы этих соединений;
{\displaystyle \sum _{i=1}^{j}\ f_{i}} — сумма всех степеней свободы всех подвижных соединений (шарниров).

## Гидропривод
Количество степеней свободы гидравлической системы может быть определено простым подсчётом количества независимо управляемых гидродвигателей.

## Электротехника
В электротехнике понятие «степени свободы» часто используется для описания количества направлений, в которых фазированная антенная решётка может проектировать свои лучи. Оно на единицу меньше, чем количество элементов, содержащихся в решётке.

## Принцип возможных перемещений
В теоретической механике известен принцип возможных перемещений, который так же, как и уравнения равновесия статики, позволяет находить внешние силовые воздействия, действующие на механическую систему. Количество уравнений, составленных, исходя из принципа возможных перемещений, равно количеству степеней свободы данной механической системы.

## Степени свободы молекулы
Основная статья: Степени свободы (физика): Степени свободы молекулы
Формула внутренней энергии газа:
{\displaystyle U={\frac {i}{2}}\cdot {\frac {m}{\mu }}RT},
где {\displaystyle i} — количество степеней свободы молекулы газа;
{\displaystyle m} — масса газа;
{\displaystyle \mu } — молярная масса газа;
{\displaystyle R} — универсальная газовая постоянная;
{\displaystyle T} — абсолютная температура газа, включает количество степеней свободы молекулы.
Эта формула важна для расчётов, например, двигателей внутреннего сгорания.

## Комментарии
1. ↑  . Например, если зафиксированы расстояния от данной точки до трех точек абсолютно твердого тела, то фиксация расстояний от данной точки до других точек того же твердого тела будет избыточным, так как они будут сохраняться автоматически.
2. ↑  . Однако следует иметь в виду, что, как и всякая модель, такая модель заставляет при её использовании платить определённую реальную цену: модель абсолютно твердого тела полностью игнорирует любые колебания и распространение волн в твердом теле, к которому она применяется. Впрочем, как обычно, она может быть применена в качестве нулевого приближения, а необходимые уточняющие поправки могут быть потом вычислены отдельно, и возможно, это можно будет делать с меньшей точностью, если они малы.